# Говард, Сэмюэл Джонсон
Сэмюэл Джонсон Говард (англ. Samuel Johnson Howard; род. 8 сентября 1951, штат Северная Каролина, США) —  иерарх Епископальной церкви, 8-й епископ Флориды с 29 января 2004 года.

## Личная жизнь
Родился 8 сентября 1951 года в штате Северная Каролина. В 1973 году окончил Уильямс-колледж в Уильямстауне, в штате Массачусетс. В 1974 году женился на Марте Мари, в браке с которой стал отцом двоих сыновей — Августа и Чарльза.
В 1976 году окончил Юридическую школу Университета Уэйк-Форест в Уинстон-Сейлеме, в штате Северная Каролина. С 1976 по 1986 год занимался юридической практикой в городе Роли. Работал помощником федерального прокурора США и ведущим адвокатом Федеральной целевой группы по борьбе с наркотиками в Окружном суде США по Восточному округу Северной Каролины. В 1985 году Апелляционный суд четвёртого округа США ввёл его в состав Федеральных государственных защитников в Окружном суде США по Восточному округу Северной Каролины. Он также служил поверенным Комитета по торговле в Сенате США.

## Служение
В 1986 году Говард оставил юридическую карьеру и поступил в Виргинскую теологическую семинарию в Александрии, в штате Вирджиния, которую окончил со степенью магистра богословия. В июне 1989 года он был рукоположен в сан диакона, через год — в сан священника. Первым местом его служения стала должность помощника настоятеля церкви Святого Утешителя в Шарлотте, в штате Северная Каролина. Затем он был настоятелем церкви Святого Якова в Чарльстоне, в штате Южная Каролина. В декабре 1997 года его перевили на место викария Троицкой церкви на Уолл-стрит в Нью-Йорке, в штате Нью-Йорк, в которой он служил до своего избрания епископом в 2003 году.
16 мая 2003 года Говард был избран епископом-помощником диоцеза Флорида. 1 ноября 2003 года Чарльз Эдвард Дженкинс, епископ Луизианы рукоположил его в епископы в соборе Святого Иоанна в Джексонвилле. 29 января 2004 года Говард стал восьмым епископом Флориды. Недавно он выразил намерение уйти на покой в конце 2023 года.